# ジーベック (船)

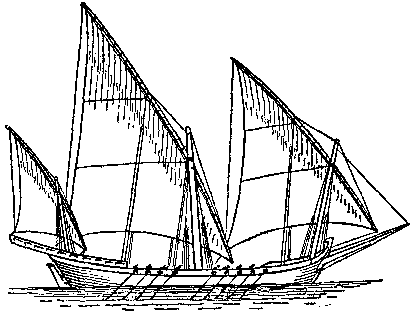
3本マストと櫂を持つジーベック

18世紀以降のジーベックの帆装図

ジーベック（xebec）とは、16世紀から19世紀ごろの地中海で、主に交易目的に使用された帆船である。

## 形状
帆と櫂の両方を推進力を得る手段としており、アルジェリアのバルバリア海賊が使うガレー船と似ていた。初期のジーベックは2本マストのものが多いが、後のものは3本マストが多い。帆の種類は初期のものはラテンセイルのみを持つものが多いが、後期のものは横帆を持つものも多い。大きく突き出した船首と船尾、船体からはみ出すように傾斜したマストが特徴的。
18世紀から19世紀初頭の商船としてのジーベックは船体も大きく、3本マストのうちフォアマストのみに横帆、残りにラテンセイルが張られた。この横帆を持つという特徴によって、フェラッカとジーベックは区別された。またフォアマストからバウスプリットに向けてステイセイルが張られた。軍船や海賊船としては依然として3本マストにラテンセイルのものが使われた（後述）ため、このタイプのジーベックをポラッカジーベック（Polacca Xebec）とも呼んだ。また、ヨーロッパの海軍で使用されたジーベックには全て横帆が張られており、ジーベックフリゲート（Zebec Frigate）と呼ばれた。

## 由来
ジーベックはxebec以外にxebeck、xebe(c)que、zebec(k)、zebecque、chebec、shebeckとも表記するほか、
- フランス語 ： chabec、chebec
- スペイン語 ： xabeque、jabeque
- ポルトガル語 ： enxabeque、xabeco
- イタリア語 ： sciabecco、zambecco、stambecco
- アラビア語 ： شباك、šabbāk
- トルコ語 ： sunbeki

など、似た綴りや読み・意味を持つ言葉が各言語に存在する。オンライン・エティモロジー・ディクショナリーによると、アラビア語で小型軍艦を意味するshabbakが語源だとされている。

## 用途

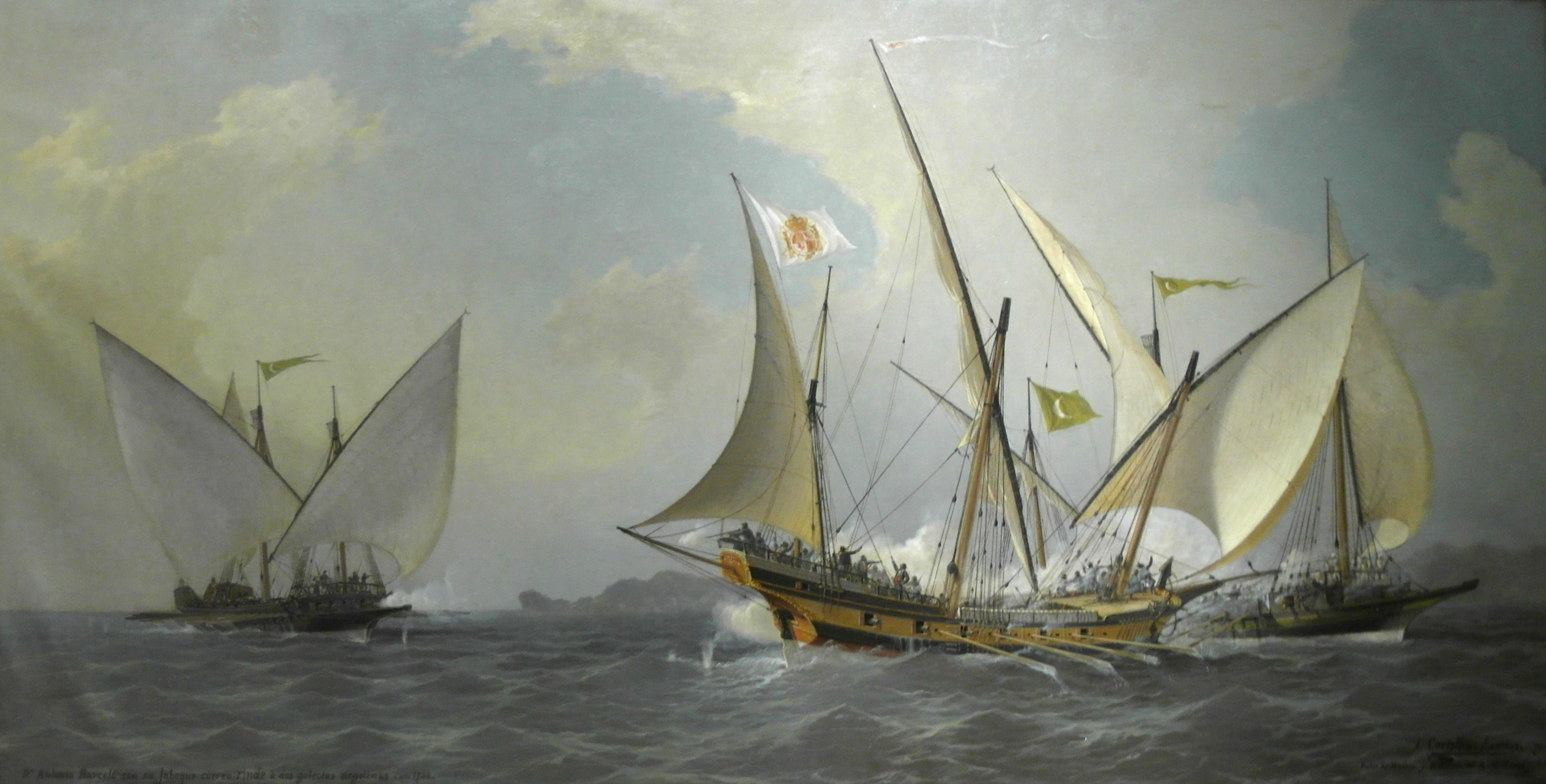
1738年、アントニオ・バルセロが率いてアルジェリアに向かうジーベック

ヨーロッパの船乗りは遠洋で私掠船としてジーベックを使用し、その用途のために追跡対象となる船よりも高速度での航行のために船腹を狭くしたが、広い帆面積を得るためにはそれに応じた広さの船腹が必要であった。ジーベックのラテンセイルは、追跡や逃亡において利点があり、凪の状態でも航行が可能であった。海賊船として用いられるときは、サイズによって300〜400人の水夫を乗せ、16〜40の砲郭を備えていた。また、通常時には商品の運搬にも用いられた。
カザドで模写されたスペインのjabequeは、ラテンセイルのみを持っていた。この船は18世紀半ばにスペイン海軍の象徴として、アルジェリアの海賊船（私掠船）と戦うために建造された。バルバリア海賊も地中海交易におけるそれらの急襲に対抗するため、3隻のラテンセイルを持つジーベックを使用したとされる。
フランスの作家ジャン・ド・ラ・ヴァランドは、ジーベックについて「地中海というジャングルにおける虎、疾走と攻撃の王者」と評している。